# Johannes van Overbeek

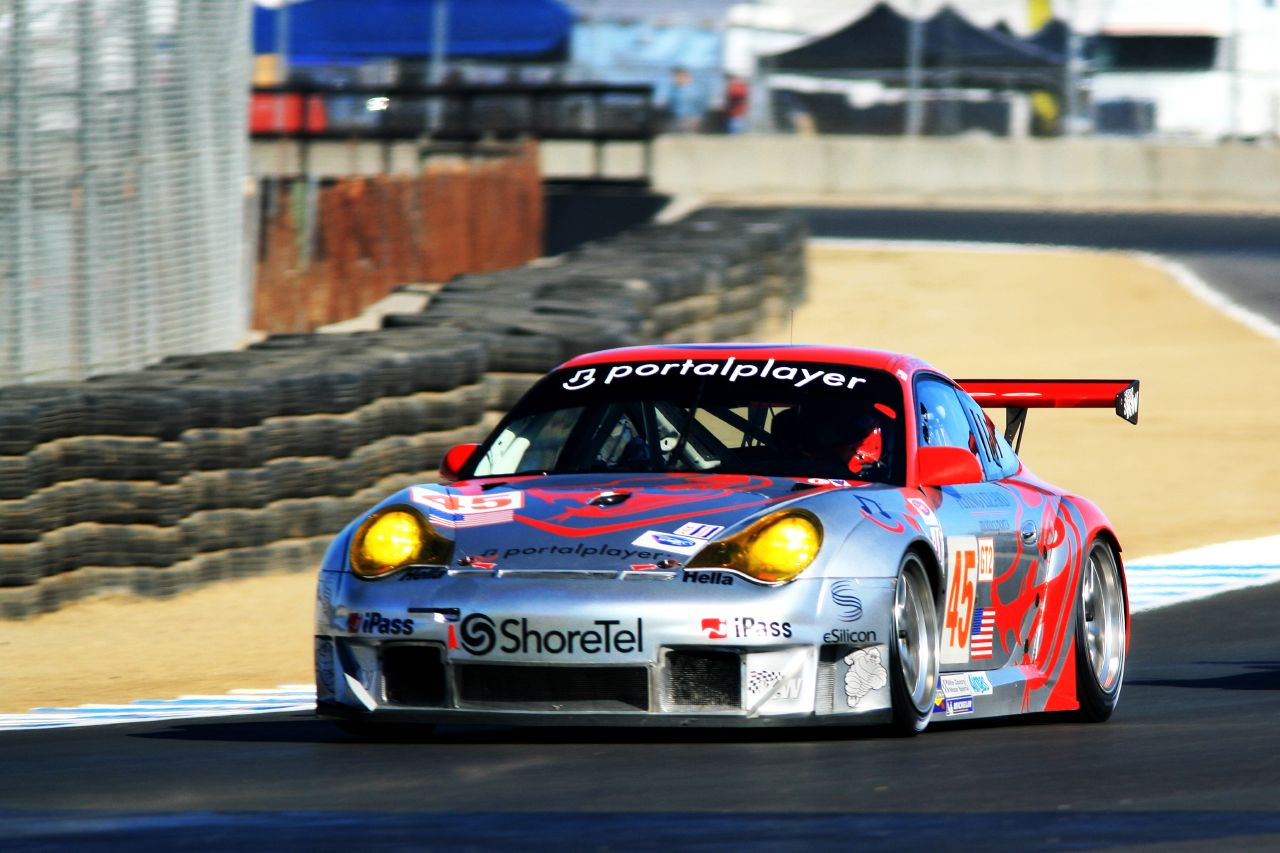
La Porsche 911 GT3-RSR (type 996) utilisée pendant la saison 2006 de l'American le Mans Series

Johannes van Overbeek, né le 14 avril 1973 à Sacramento, est un pilote automobile américain engagé en American Le Mans Series au sein de l'écurie Extreme Speed Motorsports et en Rolex Sports Car Series avec le Flying Lizard Motorsports.

## Biographie
Après une dizaine d'années aux volants de différentes Porsche, Johannes van Overbeek s'engage en ALMS avec Extreme Speed Motorsports à partir de 2010 au volant d'une Ferrari F430 qu'il pilote en compagnie de Scott Sharp, le propriétaire de l'écurie. Lors des 12 Heures de Sebring 2011, il détruit une Ferrari F458 Italia lors d'un accrochage et d'une sortie de route spectaculaire. Il remporte l'épreuve lors de l'édition 2016.

## Palmarès
- American Le Mans Series
  - Victoire dans la catégorie GT à Road Atlanta en 1999, à Mid-Ohio en 2004
  - Victoires dans la catégorie GT2 à Mid-Ohio en 2006, à Lime Rock, Mid-Ohio et Petit Le Mans en 2007
- Vainqueur de la Porsche Cup en 2007
- Vainqueur des 24 Heures de Daytona en 2016

## Résultats aux 24 Heures du Mans
| Année | Équipe                    | Coéquipiers                  | Voiture             | Catégorie | Tours | Classement général | Classement catégorie |
| ----- | ------------------------- | ---------------------------- | ------------------- | --------- | ----- | ------------------ | -------------------- |
| 2005  | Flying Lizard Motorsports | Lonnie Pechnik Seth Neiman   | Porsche 911 GT3 RSR | GT2       | 323   | 13e                | 3e                   |
| 2006  | Flying Lizard Motorsports | Patrick Long Seth Neiman     | Porsche 911 GT3 RSR | GT2       | 309   | 18e                | 4e                   |
| 2007  | Flying Lizard Motorsports | Seth Neiman Jörg Bergmeister | Porsche 911 GT3 RSR | GT2       | 124   | Abandon            | Abandon              |
| 2008  | Flying Lizard Motorsports | Seth Neiman Jörg Bergmeister | Porsche 911 GT3 RSR | GT2       | 289   | 32e                | 6e                   |
| 2015  | Extreme Speed Motorsports | Ed Brown Jon Fogarty         | Ligier JS P2-Honda  | LMP2      | 339   | 15e                | 7e                   |
| 2016  | Extreme Speed Motorsports | Ed Brown Jon Fogarty         | Ligier JS P2-Nissan | LMP2      | 341   | 16e                | 10e                  |